# Gustav Friedrich Nagel
Gustav Friedrich Nagel (* 19. März 1868 in Grundschöttel (heute Stadtteil von Wetter (Ruhr)); † 6. März 1944 in Hartenrod) war ein deutscher evangelischer Theologe, Pastor des Bundes Freier evangelischer Gemeinden in Deutschland und Vorsitzender der Deutschen Evangelischen Allianz.

## Leben
Nagel wurde als ältestes von fünf Kindern des Bergmanns Friedrich Wilhelm Christian Nagel und seiner Frau Maria Luise geboren. Nach der Schule und einer Verwaltungslehre arbeitete er als Sekretär in der Amtsverwaltung von Wetter. Durch seinen Bruder Fritz, der während seiner Ausbildung zum Bergmann bei einer Gastfamilie in Witten-Bommern lebte, kam er mit Glaubensfragen in Berührung und schloss sich schließlich einer kleinen Gemeinde in Wengern an.
Die Freien evangelischen Gemeinden hatten zu seiner Zeit noch keine eigene theologische Ausbildungsstätte. So absolvierte Nagel seine theologische Ausbildung an der Predigerschule Basel, wo er Otto Schopf und Konrad Bussemer kennenlernte. Nach einem kurzen Gemeindedienst in St. Johann an der Saar (1895–1897) wurde er 1897 für 21 Jahre Prediger der Freien evangelischen Gemeinde in Siegen. 1919 wurde Nagel von Friedrich Heitmüller nach Hamburg in die „Holstenwallgemeinde“ berufen. Im Jahr 1924 übernahm Nagel den zweiten Vorsitz und 1926 den ersten Vorsitz der Evangelischen Allianz in Deutschland. Schon 1918 hatte er die Schriftleitung des Evangelischen Allianzblattes übernommen, das unter seiner Leitung im Jahr 1926 offizielles Organ des Gesamtverbandes der deutschen Allianz wurde. 1940 wurde das Evangelische Allianzblatt, vorgeblich aus kriegswichtigen Gründen, eingestellt. Nagel schied mit Veröffentlichung der letzten Ausgabe aus dem Dienst der Evangelischen Allianz aus und verließ Hamburg. Für viele Freie evangelische Gemeinden prägend wurde sein Buch Der große Kampf, in dem er die Bedeutung des freikirchlichen Modells entwickelte.

## Politische Einstellung
Nagels politische Einstellung war geprägt von einer tiefen Skepsis gegenüber der Demokratie der Weimarer Republik. Seine Vorstellung entsprach  einem starken Nationalstaat nach der Prägung Bismarcks. Die Sozialdemokratie hielt er für „gottlos“, Bolschewismus, Katholizismus und Judentum sah er als bedrohlich an. Als national-konservativer Mensch, geprägt durch die Endzeittheorien Johann Albrecht Bengels, begrüßte Nagel die Machtergreifung Hitlers und erhoffte sich von ihr eine Eindämmung der von ihm empfundenen sittlichen Verwüstung. „Die gläubige endgeschichtliche Schau hatte zu einfache und naive Linien gezogen“, schließt der Kirchengeschichtler Erich Beyreuther.

## Werke (Auswahl)
Gustav Friedrich Nagel verfasste über 80 Bücher. Schwerpunkt seiner schriftstellerischen Arbeit waren vor allem christologische und ekklesiologische Themen sowie die theologische Auseinandersetzung mit politischen Bewegungen seiner Zeit.
- Der große Kampf. Ein Beitrag zur Beleuchtung der Frage: Kirche oder Gemeinde der Gläubigen? Witten 1896, Bad Homburg 1912, Bonn 1922, Witten 1922.
- Die Zerrissenheit des Gottesvolkes in der Gegenwart. Vorwort von Otto Schopf, Bad Homburg 1913, Witten 1913.[5]